# والتر بي. براون
والتر بي. براون (بالإنجليزية: Walter B. Brown)‏ هو سياسي أمريكي، ولد في 16 مايو 1920، وتوفي في 9 مارس 1998. انتخب عضو مجلس نواب كارولاينا الجنوبية.